# Salut (chanson de Joe Dassin)
Pour les articles homonymes, voir Salut.
Singles de Joe Dassin
Ça va pas changer le monde
(1976) Il était une fois nous deux
(1976)
Pistes de Le Costume blanc
Ça va pas changer le monde
(7) Carolina
(9)
Salut est une chanson de Joe Dassin, parue en 1975 sur son neuvième album Joe Dassin (Le Costume blanc). Elle est sortie le 24 mars 1976 en tant que deuxième single de l'album, avec Et si tu n'existais pas sur l'autre face,. Au Canada et en Grèce, les faces du 45 tours sont inversées.
C'est une des plus célèbres chansons de Joe Dassin. Comme d'autres titres du chanteur, Salut connaît une grande popularité dans l'Union soviétique,,,.

## Paroles et composition
Salut est une adaptation française, par Pierre Delanoë et Claude Lemesle, de la chanson italienne Uomo dove vai, composée par Toto Cutugno et Pasquale Losito pour le groupe Albatros.

## Liste des pistes
| A. | Salut                   | Toto Cutugno, Pasquale Losito | Pierre Delanoë, Claude Lemesle, Vito Pallavicini | 3:20 |
| B. | Et si tu n'existais pas | Cutugno, Losito               | Delanoë, Lemesle, Pallavicini                    | 3:25 |

| A. | Et si tu n'existais pas | Cutugno, Losito | Delanoë, Lemesle, Pallavicini | 3:25 |
| B. | Salut                   | Cutugno, Losito | Delanoë, Lemesle, Pallavicini | 3:20 |

## Crédits
- Joe Dassin – chant
- Johnny Arthey – orchestre
- Bernard Estardy – ingénieur du son
- Jacques Plait – réalisateur artistique
- Bernard Leloup – photographe

## Classements
| Classement (1976)                       | Meilleure position |
| --------------------------------------- | ------------------ |
| Belgique (Wallonie Ultratop 50 Singles) | 3                  |
| France (IFOP)                           | 11                 |
| Pays-Bas (Nationale Hitparade)          | 40                 |

| Classement (1976) | Position |
| ----------------- | -------- |
| France (SNEP)     | 74       |

## Reprises
- 1976 : Graham Bonney, reprise en allemand sous le même titre et sortie en single[16].
- 2013 : Hélène Ségara avec Joe Dassin en duo virtuel sur l'album Et si tu n'existais pas[17].